# BB-8 (дроид)
BB-8 («BeBe-Eight» или «Биби-восемь») — астромеханический дроид серии BB, один из главных персонажей вселенной Звёздных Войн в фильмах «Звёздные войны: Пробуждение силы» и «Звёздные войны: Последние джедаи». Был создан спустя тридцать лет после битвы на Эндоре.

## Создание
Режиссёр седьмого эпизода саги «Звёздные войны» Дж. Дж. Абрамс изначально планировал использовать по минимуму CGI-графику в пользу традиционных спецэффектов, чтобы сохранить визуальный реализм и аутентичность, присущие оригинальной трилогии. С этой целью была создана в том числе и физическая модель BB-8, разработанная Disney Research, нарисованная художником по спецэффектам Нилом Сканланом и управлявшаяся на съёмочной площадке актёрами. Всего же было сконструировано несколько моделей дроида, самой заметной из которых была марионетка, которой управляли кукловоды Дэйв Чепмен и Брайан Херринг. Кроме неё существовали несколько радиоуправляемых моделей, а также статичные воплощения. Создание полнофункциональной автономной модели для съёмок было непрактичным, поэтому большинство сцен передвижения робота были созданы при помощи марионетки, управляющие нити которой были удалены на этапе постпродакшена. Позднее был создан полноразмерный управляемый дроид для участия в презентациях и других рекламных акциях по продвижению фильма. Имя BB-8 было придумано Дж. Дж. Абрамсом на ранних стадиях работы над Эпизодом VII и осталось практически единственным не подвергшимся изменениям.

## Описание
BB-8 имеет шарообразную форму со свободно перемещающейся по телу головой куполообразной формы, которая похожа на форму верхней части корпуса роботов серии R2. Основной цвет — белый, присутствуют вставки оранжевого и серебристого цветов, а также чёрный окуляр на голове. Известно, что робот принадлежит пилоту Сопротивления По Дамерону и, как и R2D2, помещается в гнездо для дроидов истребителей T-70 «X-wing». BB-8 обладает милой внешностью, а также способностью знакомиться с людьми. По утверждению создателей, BB-8 прекрасно понимает, что его качества могут оказывать на людей влияние, и пользуется этим. Как и R2D2, использует для общения различные звуки, однако выглядит более разговорчивым и эмоциональным, чем его старший предшественник. Голос BB-8 в фильме воплотили комедианты Билл Хейдер и Бен Шварц, указанные в титрах как «консультанты по голосу BB-8». Финальное звучание было придумано Дж. Дж. Абрамсом, который использовал для этого приложение со звуковыми эффектами на своём iPad. Благодаря своей форме дроид способен передвигаться довольно быстро по любым поверхностям и в любых направлениях.

## Личность
Каждый дроид вселенной «Звёздных войн» обладает протоколом личности, и BB-8 в этом не исключение. Он способен к самостоятельному принятию решений, а также к некоторой импровизации и выражению эмоций. По Дэмерон воспринимает его не как астромеханика, а скорее как личность, и делится с ним информацией о своей жизни.

## Роль в фильмах
BB-8 впервые появился в 90-секундном тизер-трейлере, опубликованном 28 ноября 2014 года.
В начале фильма, находясь вместе с По Дамероном на Джакку, дроид получает на хранение недостающий фрагмент карты, который позволит Сопротивлению найти Люка Скайуокера. После этого он сбегает, так как поселение подвергается нападению штурмовиков Первого Ордена, а сам По Дамерон попадает в плен. Позже BB-8 добирается до поселения мусорщиков, где его замечает Рей. После того, как Кайло Рен узнаёт у По, что в роботе спрятана карта, за ним начинается охота. Вместе со своими новыми друзьями Рей и беглым штурмовиком Финном дроид улетает с Джакку на «Тысячелетнем соколе», спасаясь от преследования войск Первого Ордена. Встретив Хана Соло и Чубакку, герои решают переправить BB-8 Сопротивлению, обращаясь для этого за помощью к Маз Канату с планеты Таконада. В это время на Таконаду нападают войска Первого Ордена, узнавшие от шпиона, что дроид прибыл на эту планету. Хан Соло, Чубакка и Финн почти попадают в плен, но их спасают подоспевшие в последний момент войска Сопротивления, а BB-8 с Рей сбегают в лес, где их настигает Кайло Рен. Рей попадает в плен, однако дроиду удаётся сбежать и добраться до своих союзников во главе с генералом Леей Органа. По прибытии в опорный пункт Сопротивления на планете Д’Квар выясняется, что По Дамерон остался жив после крушения TIE-истребителя на Джакку, на котором они с Финном бежали из Первого Ордена.
В стане Сопротивления BB-8 встречает R2D2, который, по словам C-3PO, находится в спящем режиме в течение 10 лет, впав в него после исчезновения Люка. Однако в памяти R2D2 находится карта, без которой невозможно определить местонахождение Люка Скайуокера. Но BB-8 всё-таки удалось разбудить R2, после чего они вместе составили карту с координатами Люка Скайуокера. Рей в сопровождении Чубакки на «Тысячелетнем соколе» отправилась в указанное место, где вручила Люку Скайуокеру световой меч его отца.
Финн, Роуз и ВВ-8 прибывают на планету Канто-Байт на спасательном челноке. Челнок жёстко приземляется на пляж, что нарушает правила, а значит, за героями теперь охотится местная охрана. Определить взломщика можно по значку цветка на одежде, так сказала Маз Каната. Финн и Роуз находят нужного человека, но не успевают поговорить, ведь их ловит охрана. Уже в тюремной камере герои находят ещё одного взломщика, который помогает им бежать. Позже этот же взломщик вместе с BB-8 угоняет корабль и подбирает Финна и Роуз, загнанных в ловушку кораблями охраны. Вместе со взломщиком они совершают гиперпространственный прыжок и проникают на флагман Первого ордена.

## Мерчендайзинг
Компания Sphero разработала и совместно с Disney выпустила 11-сантиметровую игрушку BB-8, которой можно автономно управлять с помощью мобильного приложения на смартфоне. Кроме этого, изображение дроида официально используется на предметах домашнего обихода, на сумках и рюкзаках, существует также полноразмерная плюшевая версия, а также Lego-воплощение и прочие игрушки.

## Реакция
Фанаты очень тепло приняли BB-8 и полюбили милого дроида. Он также был назван самым популярным персонажем фильма и всего 2015 года в кинематографе в целом.

## Двойник
Одним из ярких моментов «Пробуждения силы» стал BB-8, который был источником юмора и принёс Disney немало денег с продажи игрушек. Дроид вернулся в восьмом эпизоде, но он не единственный робот, который появился в этом фильме. Новичок BB-9E вызывает большой интерес, которого фанаты в шутку назвали злобным близнецом BB-8.
На данный момент известно не так много информации о BB-9E. Он, по сути, является ответом на BB-8 от Первого ордена. У него схожий дизайн, но намного темнее. Стоит заметить, что в «Звездных войнах» и раньше появлялись злые двойники: 0-0-0 (C-3PO) и BT-1 (R2-D2).